# Gothems församling
Gothems församling är en församling i Norra Gotlands pastorat i Nordertredingens kontrakt i Visby stift i Svenska kyrkan. Församlingen ligger i Gotlands kommun i Gotlands län.

## Administrativ historik
Församlingen har medeltida ursprung. Församlingen utgjorde under medeltiden ett eget pastorat, för att sedan till 1962 vara moderförsamling i pastoratet Gothem och Norrlanda. År 1962 utökades pastoratet att också omfatta Källunge och Vallstena. År 2010 uppgick församlingarna Källunge, Vallstena och Norrlanda i Gothems församling, vilken då till 2014 bildade ett eget pastorat. Från 2014 ingår församlingen i Norra Gotlands pastorat.

## Klockare
| Ämbetstid | Namn                 | Levnadstid | Övrigt                    |
| --------- | -------------------- | ---------- | ------------------------- |
| 1696–1697 | Anders               |            | Klockare                  |
| 1698–1701 | Per Olofsson         |            | Klockare                  |
| 1704–1712 | Hans                 |            | Klockare                  |
| 1713–1717 | Jacob                |            | Klockare                  |
| 1718      | Rasmus               |            | Klockare                  |
| 1774–1792 | Hans Hansson         |            | Klockare                  |
| 1795–1838 | Anders Olsson        | 1767–1838  | Klockare.                 |
| 1840–1847 | Daniel Pettersson    | 1774–1847  | Klockare och skolmästare. |
| 1847–     | Johan Rudolf Carlson | 1813–      | Klockare och skollärare.  |

## Kyrkor
- Gothems kyrka
- Källunge kyrka
- Norrlanda kyrka
- Vallstena kyrka